# Істрія (Румунія)
Істрія (рум. Istria) — село у повіті Констанца в Румунії. Адміністративний центр комуни Істрія.
Село розташоване на відстані 207 км на схід від Бухареста, 44 км на північ від Констанци, 108 км на південний схід від Галаца.

## Населення
За даними перепису населення 2002 року у селі проживали 1438 осіб, з них 1431 особа (99,5%) румунів. Рідною мовою 1434 особи (99,7%) назвали румунську.